# Alsternixe
Die Alsternixe war eine deutsche Viermastbark, die 1907 vom Seeamt Hamburg für verschollen erklärt wurde.
Sie wurde 1892 bei Harland & Wolff, in Belfast gebaut und unter dem Namen Lord Templemore von irischen Schiffseignern unter Management von T. Dixon and Sons, Belfast, in Dienst gestellt. Die Bark  wurde 1898 von der Aktiengesellschaft „Alster“ in Hamburg gekauft und auf 3038,87 BRT vermessen. Ihr Unterscheidungssignal lautete „RKWF“ und sie wurde auf den Namen Alsternixe getauft. Der Name leitet sich aus dem der Kombination des Flusses Alster und der Sagengestalt der Nixe her.

## Geschichte
Bereits im Jahr 1903 hielt man die Bark für einen Totalverlust, als sie am 9. Februar auf den Sänden beim Leuchtturm Cape Disappointment im US-Bundesstaat Washington, einem berüchtigten Schiffsfriedhof, strandete. Da sie von selbst freischwamm, konnte sie entgegen der ursprünglichen Annahme nach einigen Wochen geborgen werden. Menschenverluste traten nicht auf.
Am 26. November 1906 trat die Alsternixe mit einer 30-köpfigen Mannschaft unter Kapitän Ludwig Althaber (* 27. Juni 1871 in Stralsund) in Ballast eine Reise von Callao/Peru nach Sydney Heads/Australien an. Sie sollte anschließend in Melbourne, Geelong oder Sydney Weizen laden. Die Besatzung bestand zum größten Teil aus Matrosen und Leichtmatrosen im Alter von 16 bis 21 Jahren. Nach ihrem Auslaufen aus Callao wurde das Schiff nie wieder gesichtet. In der Verhandlung des Seeamts Hamburg am 3. Dezember 1907 wurde die Bark für verschollen erklärt. Als Unglücksursache wurde zum einen zu hoch gestauter Ballast angenommen, zum anderen ein Zyklon am 18. Januar 1907 im südlichen Pazifik, dem mehrere andere Segelschiffe zum Opfer gefallen waren.